# Kossovorotka
La kossovorotka (en russe : косоворотка) est une chemise boutonnée vers l'encollure et non au milieu comme dans les chemises ordinaires. Selon l'académicien russe Dmitri Likhatchov, cette coupe a été créée spécifiquement pour que la chaîne et la croix suspendue qui est portée sur la poitrine ne tombe pas pendant le travail. Le pluriel du mot en russe est Kossovorotki.

## Description
Sur la kossovorotka traditionnelle russe, la fente et les boutonnières étaient généralement décalée vers la gauche et moins souvent vers la droite. Les premiers modèles de tels vêtements remontent au XVe siècle.         
Les kossovorotki traditionnelles étaient utilisées en Russie dans la vie civile comme chemises d'homme et comme sous-vêtements de soldat. 
À la fin du XIXe siècle, la kossovorotka était à la base de tout costume chez les Russes. Elle se portait au travail ou pour des fêtes suivant la richesse de sa finition.  
La kossovorotka se portait au-dessus du pantalon. Différentes sortes de ceintures étaient portées sur ce vêtement. L'attache de la ceinture se trouvait du côté gauche.   

### Kossovorotka et Vieux-croyants
Aujourd'hui, la kossovorotka est portée avec un caftan par les vieux-croyants lors de leurs visites des églises.